# Frank Patterson (Sänger)

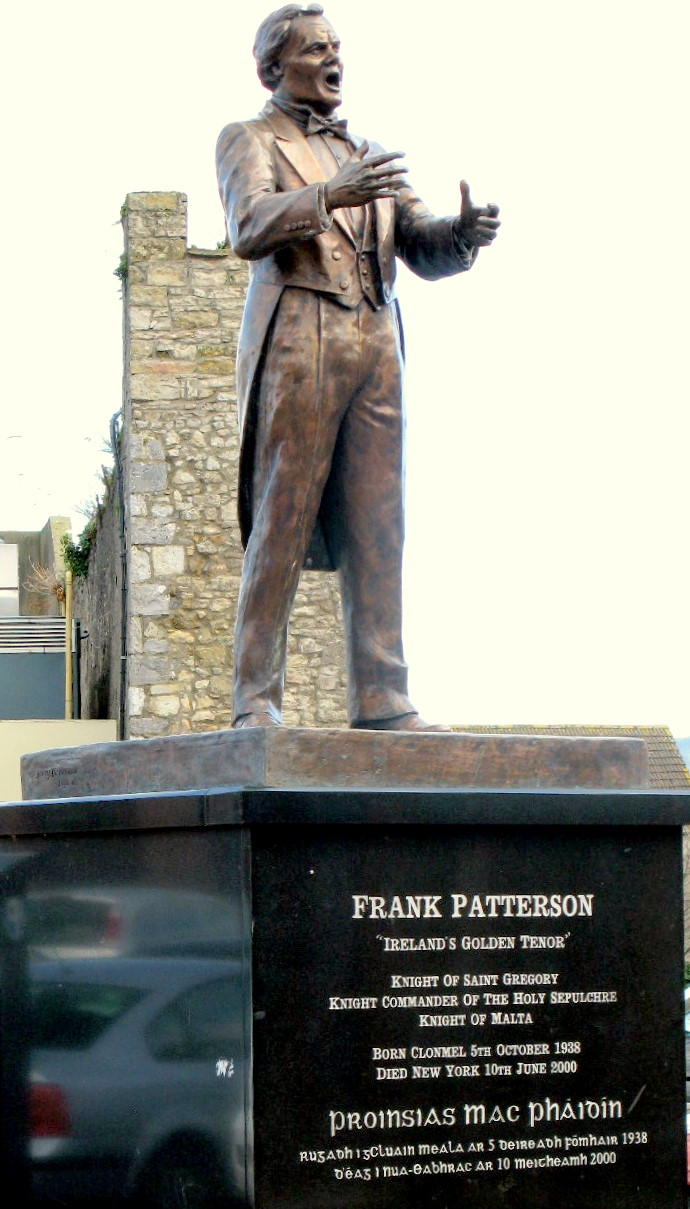
Gedenkstatue für Frank Patterson in seiner Heimatstadt Clonmel

Frank Patterson (irisch Proinsias Mac Phaidín; * 5. Oktober 1938 in Clonmel, County Tipperary, Irland; † 10. Juni 2000 in New York City, New York, USA) war ein irischer Sänger (Tenor) und Schauspieler.

## Leben und Karriere
Frank Patterson verließ die Schule mit 14 Jahren, um in der seiner Familie gehörenden Druckerei zu arbeiten. Später begann er ein Schauspielstudium an der National Academy of Theatre and Allied Arts, nebenbei nahm er ab 1962 Gesangsunterricht bei dem deutschstämmigen Gesangslehrer Hans Waldemar Rosen. Bekannt machte ihn 1964 seine Teilnahme an dem renommierten irischen Gesangswettbewerb Feis Ceoil, bei dem er mit mehreren wichtigen Preisen ausgezeichnet wurde. In der Folgezeit erhielt er Stipendien nach London sowie in die Niederlande, schließlich studierte er für vier Jahre bei Janine Micheau in Paris Gesang.
Sein Spitzname war „Ireland’s Golden Tenor“ und seine klare, helle Tenorstimme wurde mit dem legendären irischen Sänger John McCormack verglichen. Er sang mit berühmten Orchestern wie dem London Symphony Orchestra und dem Orchestre de Paris. Patterson sang viele klassische Oratorien von Händel, Mozart, Bach, Schubert und Purcell. Ein Auftritt bei BBC Radio brachte ihm einen Vertrag bei Philips Records ein und er veröffentlichte bis zu seinem Tod insgesamt 36 Alben. Neben klassischen Gesangsstücken nahm er ab den 1980er-Jahren auch populäre Musik auf, insbesondere irische Volkslieder. Vor allem seine CDs mit traditionellen irischen Gesängen fanden großen Absatz im englischsprachigen Raum, dort in den 1990er-Jahren sogar mehr als die Aufnahmen von Luciano Pavarotti.
Der studierte Schauspieler Frank Patterson stand in zwei Filmen vor der Kamera: In John Hustons James-Joyce-Literaturverfilmung Die Toten (1987) verkörperte er den Tenorsänger Bartell D’Arcy, in Neil Jordans Historienfilm Michael Collins (1996) hatte er einen kleinen Auftritt als im Restaurant singender Tenor. In den Hollywood-Filmen Miller’s Crossing (1990) und Gangs of New York (2002) sind jeweils Gesangsaufnahmen von Patterson im Soundtrack der Filme enthalten.
Frank Patterson zog Mitte der 1980er-Jahre mit seiner Familie in die Vereinigten Staaten, wo er im Westchester County lebte. Er starb im Juni 2000 im Alter von 61 Jahren an einem Gehirntumor in New York City. In einem Nachruf würdigte ihn US-Präsident Bill Clinton als einen von „Irlands größten musikalischen Botschaftern“. Für Clinton sowie dessen Vorgänger Ronald Reagan war er bei Konzerten im Weißen Haus aufgetreten. Vom Vatikan erhielt der bekennende Katholik Patterson, der 1979 bei einer Messe von Johannes Paul II. vor einer Million Menschen in Dublin auftrat, den Gregoriusorden.